# Lago Donuzlav
El Lago Donuzlav (en ucraniano: Oзеро Донузлав, en ruso: Озеро Донузлав, en tártaro de Crimea: Doñuzlav) es un lago situado en la península de Crimea. Se encuentra ubicado en el raión de Saky a las orillas del mar Negro. El lago está separado del mar por una estrecha franja de tierra.  
En la práctica no es un lago, sino una bahía, pero desde 1961 se construyó una franja de arena (200-400 m de ancho) que lo separó del mar Negro, convirtiéndolo en un lago.